# ラリー・シルバースタイン
ラリー・シルバースタイン（Larry A. Silverstein、1931年5月30日 - ）は、アメリカ合衆国の実業家。ニューヨークで不動産業を営み、ワールドトレードセンターなどをリースしてテナントに賃貸している。ユダヤ系アメリカ人。

## 略歴

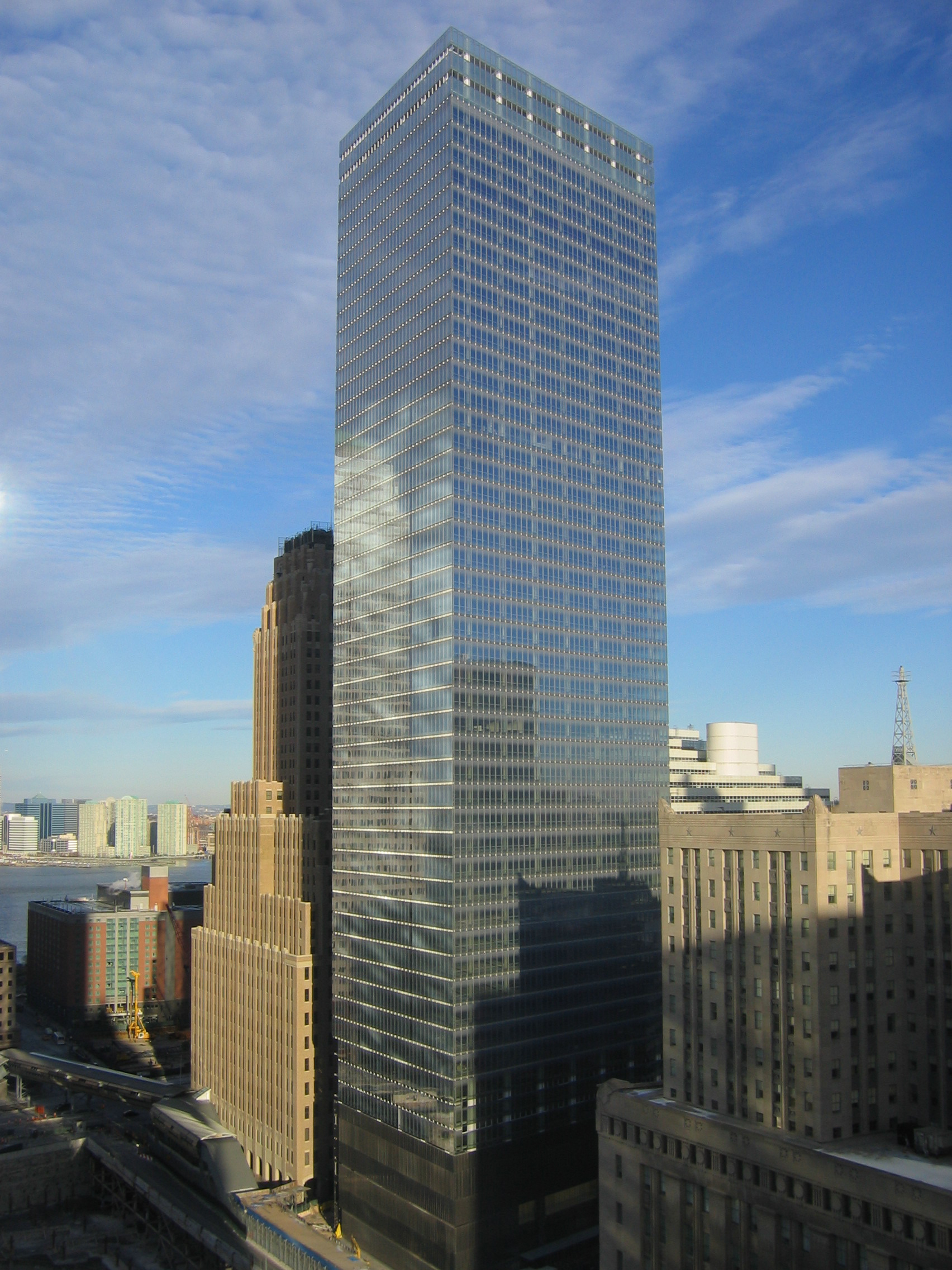
7 ワールドトレードセンター

- 1931年 - アメリカ合衆国ニューヨーク州ニューヨーク市ブルックリン区ベッドフォード・スタイベサント地区に誕生
- ニューヨーク市「音楽・芸術高等学校」（The High School of Music and Art）修学
- 1952年 - ニューヨーク大学卒業
- 1956年 - 結婚
- ブルックリン・ロー・スクール（Brooklyn Law School）修学[2]
- 1957年 - 不動産投資・開発業の会社 Harry G. Silverstein & Sons を、父ハリー・G・シルバースタイン、友人バーナード・メンディック（Bernard H. Mendik）と設立[3]。
- 1966年 - 父が死去[4]。

- 1970年代 - ミッドタウン・マンハッタン、ロウアー・マンハッタンに複数の事務所を購入[5] [6][7] [8] [9]

- 1980年 - ニューヨーク7 ワールドトレードセンターの建築権をニューヨーク・ニュージャージー港湾公社の入札で得る。
- 2001年7月24日 - ワールドトレードセンターのリース権を得る。
- 2001年9月 - アメリカ同時多発テロ直後に再建築の意思を提示。
- 2007年 - ワールドトレードセンターの保険業者は、45億ドルの保険金支払いに合意[10]。

## 参照
1. ↑  Schuerman, Matthew (2005年12月18日). “Larry Silverstein”. New York Observer 2008年11月11日閲覧。
2. ↑  “One On 1: Developer Larry Silverstein”. NY1. (2006年7月31日) 2008年11月11日閲覧。
3. ↑  Salmans, Sandra (1985年1月28日). “Putting Together City's Biggest Apartment Deal”. New York Times 2008年11月11日閲覧。
4. ↑  http://www.fundinguniverse.com/company-histories/Silverstein-Properties-Inc-Company-History.html Silverstein Properties, Inc. - Company History, Fundinguniverse.com
5. ↑  “Silverstein Buys 120 Wall St.”. The New York Times. (1980年9月28日)
6. ↑  Dunlap, David W. (1991年10月27日). “Commercial Property: Nonprofit Tenants; Wall Street Tower as a Site for a Service Association”. The New York Times 2008年11月11日閲覧。
7. ↑  “120 Wall Gets Profitable; Tenants Exiting”. New York Observer. (2007年3月20日) 2008年11月11日閲覧。
8. ↑  Dunlap, David W. (1994年8月7日). “Shift by Nonprofits Leaves Space Behind”. The New York Times 2008年11月11日閲覧。
9. ↑  Rothstein, Mervyn (1997年9月3日). “Nonprofits' Wall St. Home Filling Up”. The New York Times 2008年11月11日閲覧。
10. ↑  Brown, Eliot (2009-03-10). Refi in FiHi! Silverstein, Port Talk WTC Dates, Funds (HTML). The New York Observer. The New York Observer, LLC. Retrieved on 2009-03-11